# Laguna Sacpuy
Laguna Sacpuy är en sjö i Guatemala.   Den ligger i departementet Petén, i den norra delen av landet, 260 km norr om huvudstaden Guatemala City. Laguna Sacpuy ligger 131 meter över havet. I omgivningarna runt Laguna Sacpuy växer i huvudsak städsegrön lövskog.